# Illa Jensen Occidental
L'Illa Jensen Occidental (en danès Vest Jensens Ø) és una illa deshabitada situada a la part septentrional de Groenlàndia, banyada pel mar de Lincoln, a la Terra de Peary.
És una illa allargada situada a la part occidental de la Terra de Nansen, a l'altra banda del fiord de Thomas Thomsen, part del sistema del fiord De Long. La ribera oriental forma la part occidental del fiord d'Adolf Jensen, més enllà del qual es troba l'illa Jensen Oriental. La petita illa de Hanne es troba 3 quilòmetres al nord. L'illa fa 30 quilòmetres de llargada, per 7 d'amplada. La seva superfície és de 161,4 km² i té un perímetre de 68,2 km.
L'illa va rebre el nom del zoòleg danès Adolf Severin Jensen (1866 - 1953), professor de la Universitat de Copenhaguen, que havia realitzat una àmplia investigació sobre els bancs de pesca a Groenlàndia i que fou membre del comitè de l'expedició a Groenlàndia Oriental de 1931 a 1934 (Treårsekspeditionen).